# 拉佩爾湖
34°08′S 71°30′W / 34.133°S 71.500°W

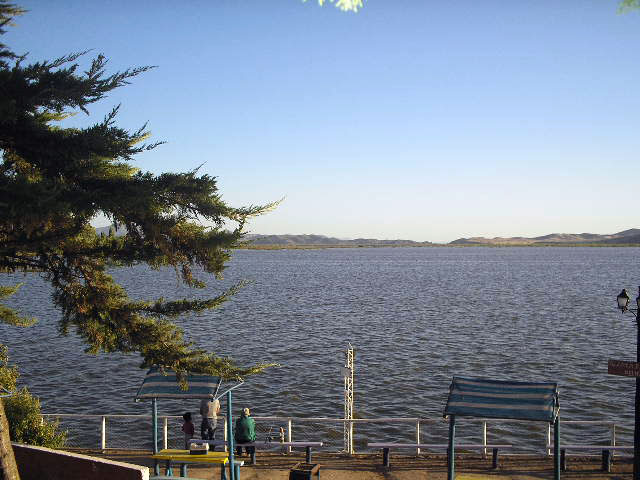

拉佩爾湖（西班牙語：Lago Rapel）是智利的湖泊，位於該國中部奧伊金斯將軍解放者大區，面積80平方公里，海拔高度110米，湖水來自卡查波阿爾河和廷吉里里卡河。